# Raïon d'Alaguir
Le raïon Alaguirski ou raïon d'Alaguir (en russe : Алагирский район, Alaguirski raïon) est l'un des huit raïons de la république d'Ossétie-du-Nord-Alanie. Il est situé le long de la frontière russe jouxtant l'Ossétie du Sud. Son centre administratif est la ville d'Alaguir.